# Маколе (община)
Община Маколе (словен. Občina Makole) — одна з общин Словенії. Адміністративним центром є місто Маколе.

## Населення
У 2011 році в общині проживало 2076 осіб, 1028 чоловіків і 1048 жінок. Чисельність економічно активного населення (за місцем проживання), 842 осіб. Середня щомісячна чиста заробітна плата одного працівника (EUR), 752,99 (в середньому по Словенії 987.39). Приблизно кожен другий житель у громаді має автомобіль (47 автомобілі на 100 жителів). Середній вік жителів склав 42,2 роки (в середньому по Словенії 41.8). 